# Telm Fernández i Janot
Telm Fernández i Janot (1855 - Barcelona, 1926) fue un arquitecto español.

## Trayectoria
Se tituló en 1879. Desarrolló su labor en Barcelona y en el antiguo municipio de San Gervasio de Cassolas —hoy día un barrio de la ciudad condal—, donde construyó la fachada de la antigua Casa Consistorial (1884, destruida en 1968).
En Barcelona fue autor de las casas Felip, en la calle Ausiàs Marc 16-18 y 20 (1901 y 1905-1913), unos edificios entre medianeras de planta baja y cinco pisos cada uno, realizados en estilo modernista; se diferencian principalmente en los balcones: los del n.º 16-18 son de hierro y aire abarrocado, mientras que los del n.º 20 son de piedra con decoración de tracerías de motivos vegetales. Otras obras suyas son la casa Modest Andreu (C/ Alí Bey 3, 1902-1903) y la ampliación del edificio de la Central Catalana de Electricidad (avenida de Vilanova 12 esquina Roger de Flor 52, 1910), original de 1896-1899 de Pedro Falqués. Falleció el 24 de julio de 1926.